# Evangelical Friends Church International
Evangelical Friends Church International (EFCI) är en kristen kyrka, bildad 1947 av evangelikala kväkare.
EFCI består av över tusen lokala församlingar med över 100 000 medlemmar i tjugotalet länder, fördelade på fem regioner: Nordamerika, Latinamerika, Afrika, Asien och Europa.